# Black Hen Music
Black Hen Music is een onafhankelijk Canadees platenlabel dat eclectische, akoestische muziek uitbrengt. Het werd in 1995 opgericht door platenproducer en muzikant Steve Dawson.
Het label is gevestigd in Vancouver.

## Albums en artiesten
Sinds 1996 heeft het meer dan dertig albums uitgebracht van onder meer onderstaande artiesten.

### Artiesten
- Geoff Berner
- Coco Love Alcorn
- John Wort Hannam
- Cara Luft
- Old Man Luedecke
- Linda McRae
- Kelly Joe Phelps
- The Deep Dark Woods
- Jenny Whiteley
- Chris Tarry
- Zubot and Dawson (een duo van de oprichter)